# 9 Июля (станция метро)
«9 Июля» (исп. 9 de Julio) — станция линии D метрополитена Буэнос-Айреса. С неё можно сделать пересадку на станции «Карлос Пеллегрини» (линия B) и «Диагональ Норте» (линия C).
Станция находится в районе Сан-Николас в нескольких метрах от Республиканской площади, которую образуют пересекающиеся проспект 9 Июля, Авенида Корриентес и Диагональ Норте. Проспект 9 Июля получил своё название от даты 9 июля 1816 года, когда была провозглашена независимость Аргентины. Станция «9 Июля» была открыта 3 июня 1937 года. Изначально же она именовалась «Карлос Пеллегрини», а при первом правительстве Хуана Доминго Перона — «Эва Перон». В 1997 году станция была включена в число Национальных исторических памятников.
Платформы станции украшают 2 фрески размером 15,5 x 1,8 метров. Одна из фресок выполнена по эскизу 1936 года художника Альфредо Гидо, на ней изображена сельская местность Сан-Хосе-де-Флореса (ныне городской район Флорес) и город Лухан в 1835 году. На другой фреске отображена всё та же местность, но уже активно используемая для производства сельскохозяйственной продукции на экспорт в первые десятилетия XX века.